# Ichneumon formicator
Ichneumon formicator är en stekelart som beskrevs av Lichtenstein 1796. Ichneumon formicator ingår i släktet Ichneumon och familjen brokparasitsteklar. Inga underarter finns listade i Catalogue of Life.